# Piper melastomoides
Piper melastomoides är en pepparväxtart som beskrevs av Schlecht. & Cham.. Piper melastomoides ingår i släktet Piper och familjen pepparväxter. Inga underarter finns listade i Catalogue of Life.